# Rathausbrücke (Berlin)
Rathausbrücke er en bro i Berlin-Mitte, Tyskland. Broen blev genopført i 2012, og placeringen er en af de ældste forbindelser mellem de historiske bycentre Alt-Berlin og Cölln henover Spree-floden. Broen er opkaldt efter det nærliggende Rotes Rathaus.

## Historie
En træbro til Spree-øen beliggende på samme sted er dokumenteret i det 13. århundrede; herefter dokumenteres den anden overgang, der krydser parallelt med Mühlendamm-forbindelsen i syd. På grund af broens længde blev den kaldt Lange Brücke, og den var beliggende nær det sted, hvor dobbelt-byen grundlagde deres fælles rådhus. Da den brandenborgske kurfyrste Frederik 2. "Jerntand" af Brandenborg valgte Berlin-Cölln som residensby, opførte han Berliner Stadtschloss på øen fra 1443 og fremefter. Opførelsen blev set med skepsis af øens indbyggere. Da en ny bro blev opført fra 1661, finansierede Hohenzollern-kurfyrsterne en del af omkostningerne.
Under Frederik 1. af Preussens styre blev der i 1691 planlagt en ny konstruktion, designet af Johann Arnold Nering i en barok stil, som var i overensstemmelse med det tilstødende slot. Arbejdet begyndte det følgende år og blev afsluttet i 1694. Fem hvælvede buer, rigt dekoreret, spænnede over Spree. Broen bar rytterstatuen af Frederik Vilhelm den Store af Brandenburg af Andreas Schlüter, som blev ceremonielt afsløret i 1703. Broen blev istandsat i årene 1817-19 under opsyn af Karl Friedrich Schinkel, og broen forblev i brug i omkring 200 år.
Ved udgangen af det 19. århundrede var broen imidlertid blevet for lille til trafikken over og under broen. En ny brostruktur med tre hvælvinger blev opført i 1895 og omdøbt til Kurfürstenbrücke året efter. Broen blev alvorligt beskadiget af de tilbagetrækkende Wehrmacht-styrker under det sidste slag om Berlin i 1945. Ridderstatuen var allerede blevet evakueret i 1943; den blev senere genopdaget i Tegel-søen og installeret på sin nuværende placering foran Schloss Charlottenburg.
Efter krigen blev der gennemført en foreløbig genopbygning i henhold til planer fra Richard Ermisch; dog måtte de beskadigede rester fjernes i 1952. De Østberlins myndigheder fik opført en armeret betonstruktur, som igen blev renoveret, da Palast der Republik blev bygget på stedet for det tidligere Stadtschloss i 1973–76.
Den nuværende bro er en moderne kompositkonstruktion opført på vegne af Berlins Senat fra 2009 og fremefter. Efter adskillige overskridelser med hensyn til både byggeomkostninger og tider blev broen indviet den 27. september 2012.
52°31′02″N 13°24′14″Ø / 52.5171°N 13.404°Ø